# 父・夏目漱石
『父・夏目漱石』（ちち・なつめそうせき）は、夏目漱石の次男、夏目伸六の随筆集である。1956年（昭和31年）に文藝春秋社から出版され、1991年も文春文庫で文庫化された。20編の随筆からなる。漱石が没したのは伸六が9歳の時で、直接の思い出もあるが、家族、親族や知人からの聞いた話や漱石の作品、手紙などから、神格化を否定するトーンで漱石やその周りの人々のエピソードや筆者の感想が述べられる。
「何一つ意識らしい意識さえ持合わせなかった幼い頃から、私はずっと父を恐れてきた」「私の心の底には、いつ怒られるか解らないという、不安が絶えずこびりついて離れなかった」と書いている。実際、父と兄と散歩している時に射的場があり、「羞かしい……」と兄と同じように答えると「馬鹿っ」といってステッキを滅茶苦茶に振廻して全身に打ちおろしたという。

## いくつかの作品の内容
漱石の母とその里
漱石の母親の千枝は小宮豊隆の評伝『夏目漱石』では遊女屋の娘であったとされているが、親族から聞いた話からその出自、経緯が述べられる。千枝の里は大番町の鍵屋という質屋で大名相手の商売を行っていたが、新宿仲町の遊女屋に金を貸して、抵当流れで遊女屋を経営せざるを得なくなった。千枝の姉、久に遊女屋の息子を養子に迎えて遊女屋、伊豆橋を経営させ、一時は非常に隆盛を誇ったが婿の死後、家運が傾くことになった。この久の息子は漱石の異母姉さわと結婚する高田庄吉で、漱石の随筆「硝子戸の中」に登場する「庄さん」である。千枝は武家の家で奉公した後、質屋に嫁した後、伊豆橋に戻り、その後、漱石の父、直克の後妻となった。
父の家族と道楽の血
「硝子戸の中」では、漱石の長兄、大助の古い思い出も描かれるが、漱石の兄弟について述べられる。異母姉ふさは古道具屋の夫婦に里子に出されて小さな笊の中に入れられていた漱石を不憫に思って連れ帰ったエピソードで知られるが、従兄の高田庄兵衛に嫁いだ。高田の家の向かいが芸者屋で次兄の栄之助が入り浸って、遊んだことが紹介される。その後、庄兵衛は芸者屋の旦那になる。子供時代の漱石も兄に連れられて芸者たちとトランプなどで遊んだ。「硝子戸の中」での床屋のエピソードのお作（咲松）のことや、長兄、大助の葬儀に訪れて大助が一生独身であったことを確かめに訪れた女性のエピソードなども述べられる。
父の手紙と森田さん
漱石と弟子の交流が紹介される。一度、森田草平が大いに憤懣に堪えぬといった面持ちで「気障な男さ漱石なんて、ああ気障なやつだよ。全く気障な男さ」と言い出したエピソードがから書き始められ、森田との関係などが紹介される。

## 書誌情報
- 「父・夏目漱石」夏目伸六（著） 文藝春秋（1956年）
- 「父・夏目漱石」夏目伸六（著） 角川文庫（1961年）
- 「父・夏目漱石」夏目伸六（著）文春文庫（1991年7月）ISBN 4167540010